# Metrolinje 3bis i Paris
Metrolinje 3bis i Paris er en undergrundsbane på metronettet i Paris, Frankrig.